# 克拉克·格雷布纳
克拉克·格雷布纳（英語：Clark Graebner，1943年11月4日—），生于俄亥俄州克利夫兰，美国男子网球运动员。他曾联同丹尼斯·罗尔斯顿获得1966年法国网球公开赛男子双打冠军。